# Neopolyptychus commodus
Neopolyptychus commodus är en fjärilsart som beskrevs av Jordan 1930. Neopolyptychus commodus ingår i släktet Neopolyptychus och familjen svärmare. Inga underarter finns listade i Catalogue of Life.